# J. Erik Jonsson
Pour les articles homonymes, voir Jonsson.
John Erik Jonsson, né le 6 septembre 1901 à Brooklyn et mort le 31 août 1995, est un des cofondateurs et président (1951-1958) de Texas Instruments.
Il est aussi maire de Dallas de 1964 à 1971 et a été l'un des acteurs principaux de la création de l'aéroport international de Dallas-Fort Worth.